# Sisygambis
Sisygambis, död 323 f.Kr., var en iransk prinsessa, mor till Dareios III.
Hon var dotter till Artaxerxes II eller hans bror prins Ostanes och var alltså halvsyster eller helsyster till sin make, prins Arsames (syskonäktenskap var inte ovanliga i perserdynastin). Hon blev mor till Darius III, prins Oxyathres och möjligen Stateira II. Hennes son Dareios besteg tronen 336.
Hon åtföljde år 333 tillsammans med sin svärdotter (och möjligen dotter) Stateira II och sina sondöttrar Stateira III och Drypetis sin son Dareios III till slaget vid Issos, där han besegrades av Alexander den store, som sedan tillfångatog dem alla sedan sonen hade flytt. Det var hon som i en berömd scen först misstog Hefaistion för Alexander då de presenterades för varandra.
Dareios III försökte utan framgång få dem frigivna. Alexanders goda behandling av dem blev berömd och gav honom mycket god publicitet, eftersom han hälsade dem med respekt och behandlade dem väl.  Sisygambis ska personligen ha blivit vän med Alexander; hon ansåg att Dareios hade svikit dem då han lämnat dem att bli tillfångatagna, och betraktade efter detta Alexander som sin son. De följde Alexanders armé fram till år 330, när han lämnade dem i Susa då han begav sig iväg på sitt fälttåg i öster. Hon fick då ansvaret för Stateira III, Drypetis och Parysatis II.
Hennes barnbarn Stateira III och Drypetis blev gifta med Alexander respektive Hefaistion i massbröllopet i Susa år 324, där 90 persiska kvinnor blev gifta med greker ur Alexanders armé.
Efter Alexanders död 323 blev Stateira III mördad på order av Roxana, som möjligen också lät mörda Parysatis; Plutarchos hävdar att även Drypetis mördades vid samma tillfälle. Sisygambis begick självmord bara några dagar efter att hon fått beskedet om Alexanders död.